# Place de la Libération (Dijon)
Pour les articles homonymes, voir Place de la Libération et Place de la Liberté.
La place de la Libération, place Royale jusqu'en 1792, est la place centrale du cœur historique de Dijon.

## Situation et accès
Elle est en forme d'hémicycle et s'ouvre devant le palais des ducs et des États de Bourgogne. Elle a été pensée comme un écrin pour une statue équestre en bronze de Louis XIV, qui était érigée en son centre.

## Origine du nom
La place est ainsi nommée en référence à la libération de Dijon, en 1944.

## Historique

### La place Royale
La place Royale est aménagée par Jules Hardouin-Mansart entre 1686 et 1689, là où se trouvait une petite place Saint-Christophe et des bâtiments vétustes dépendant du palais des ducs.

#### La statue équestre de Louis XIV
La place Royale devait servir d'écrin à la statue équestre de Louis XIV, réalisée par Étienne Le Hongre (1628-1690), sculpteur ordinaire des bâtiments du Roi au sommet de sa carrière. Elle fut commandée en 1686 et achevée peu avant sa mort en 1690. En raison de son poids de 26 tonnes et du mauvais état des routes, son acheminement à Dijon, commencé en 1692, dut être interrompu et elle fut entreposée à Auxerre pendant vingt-sept ans, avant de parvenir enfin à Dijon en septembre 1720, grâce à l'ingénieur des ponts et chaussées Pierre Morin (transport qui nécessita vingt paires de bœufs et coûta 30 000 livres). Elle fut inaugurée le 15 avril 1725. La décoration du socle d'environ 8 mètres de haut, en marbre gris et blanc, ne fut achevée qu'en 1742.
Cette statue équestre fut détruite le 15 août 1792.

### Place d'Armes
À la Révolution, la place fut rebaptisée place d'Armes et la statue de Louis XIV, détruite le 15 août 1792, fut en partie envoyée aux fonderies de canons du Creusot.
La place, rebaptisée place Impériale sous l'Empire en 1804, redevint place Royale à la Restauration, en 1814, avant de retrouver une seconde et dernière fois le nom de place d'Armes en 1831, sous la monarchie de Juillet.
L'Exposition universelle de Dijon de 1858 fut inaugurée sur cette place le 8 juin 1858.

### Place du Maréchal Pétain
En 1941, la municipalité de Dijon donna à la place le nom du Maréchal Pétain.
- Le chanoine Kir, qui habitait au n°4, fut victime le 26 janvier 1944 d’une tentative d’assassinat. Des hommes à la solde de l’Occupant pénétrèrent chez lui et l’un d’eux, Henri Perrot, tira sur lui à plusieurs reprises. Le chanoine fut soigné et survécut à cet attentat[5].
- Le Maréchal Pétain prononça un discours sur cette place, le 27 mai 1944.

### Place de la Libération
Elle fut rebaptisée place de la Libération à la libération, en septembre 1944, après un débat entre gaullistes et communistes pour appeler la place « place De Gaulle ».
- Le général de Gaulle prononça sur cette place un discours, le 23 octobre 1944.
- Le 15 février 1945, la foule a lynché le commissaire de police Jacques Marsac (1916-1945), alors en attente de jugement pour collaboration. Jacques Marsac a été sorti de sa cellule de la prison de Dijon ; la foule l'a battu à mort, pendu à un panneau, puis à un arbre. Le cadavre a été amené place de la Libération où il a été un moment suspendu aux grilles du palais, avant d'être traîné dans les rues de la ville[6],[7].

La place de la Libération, devenue piétonne, a été transformée par l'architecte Jean-Michel Wilmotte, en 2005-2006. Son sol a été recouvert de pierre de Comblanchien et trois fontaines ont été installées.

## Galerie

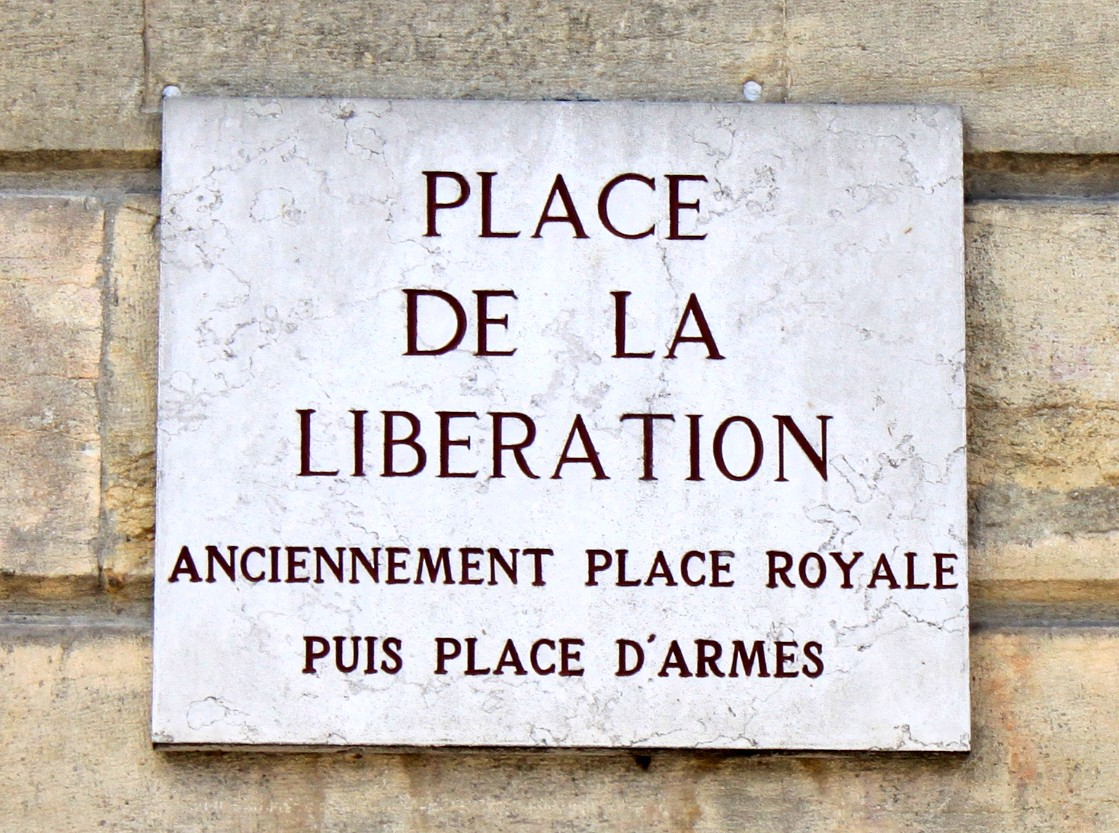
Plaque de la place de la Libération
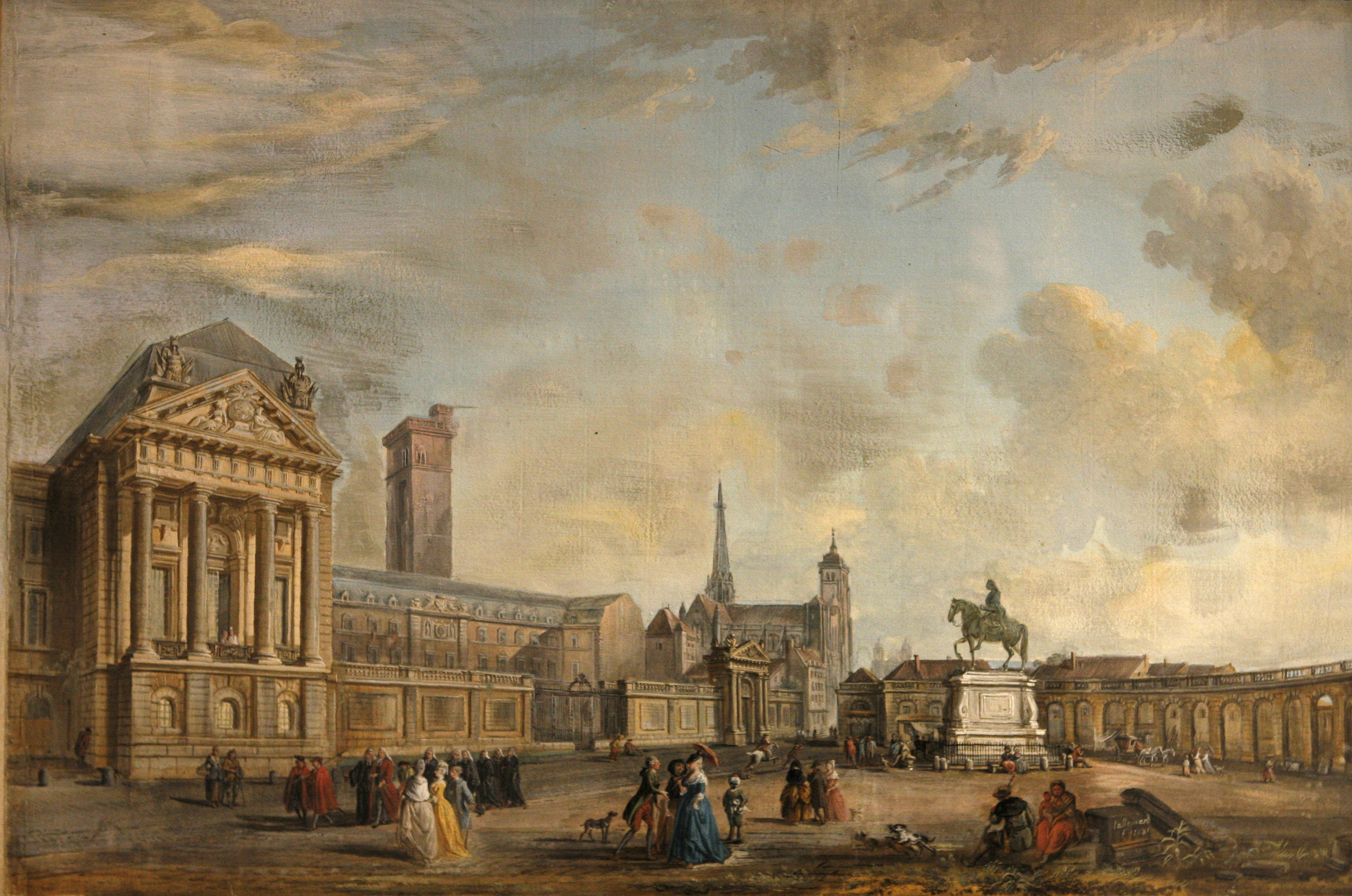
Jean-Baptiste Lallemand, La place Royale, 1781. Musée des Beaux-Arts de Dijon.
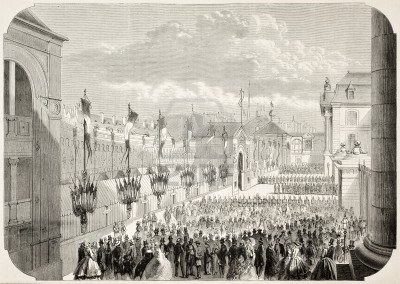
Inauguration de l'Exposition universelle de 1858 place d'Armes.
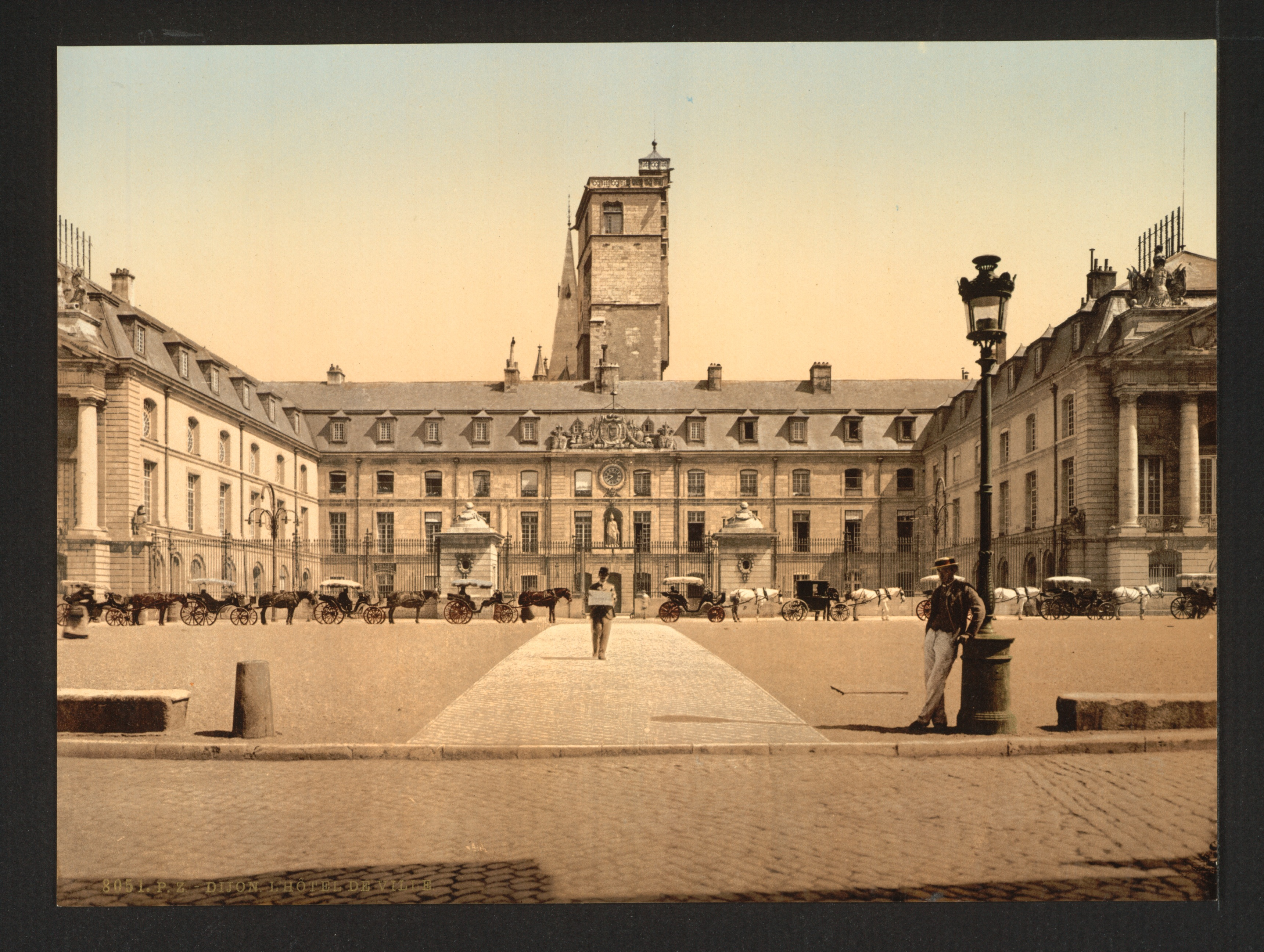
Place du Maréchal Pétain
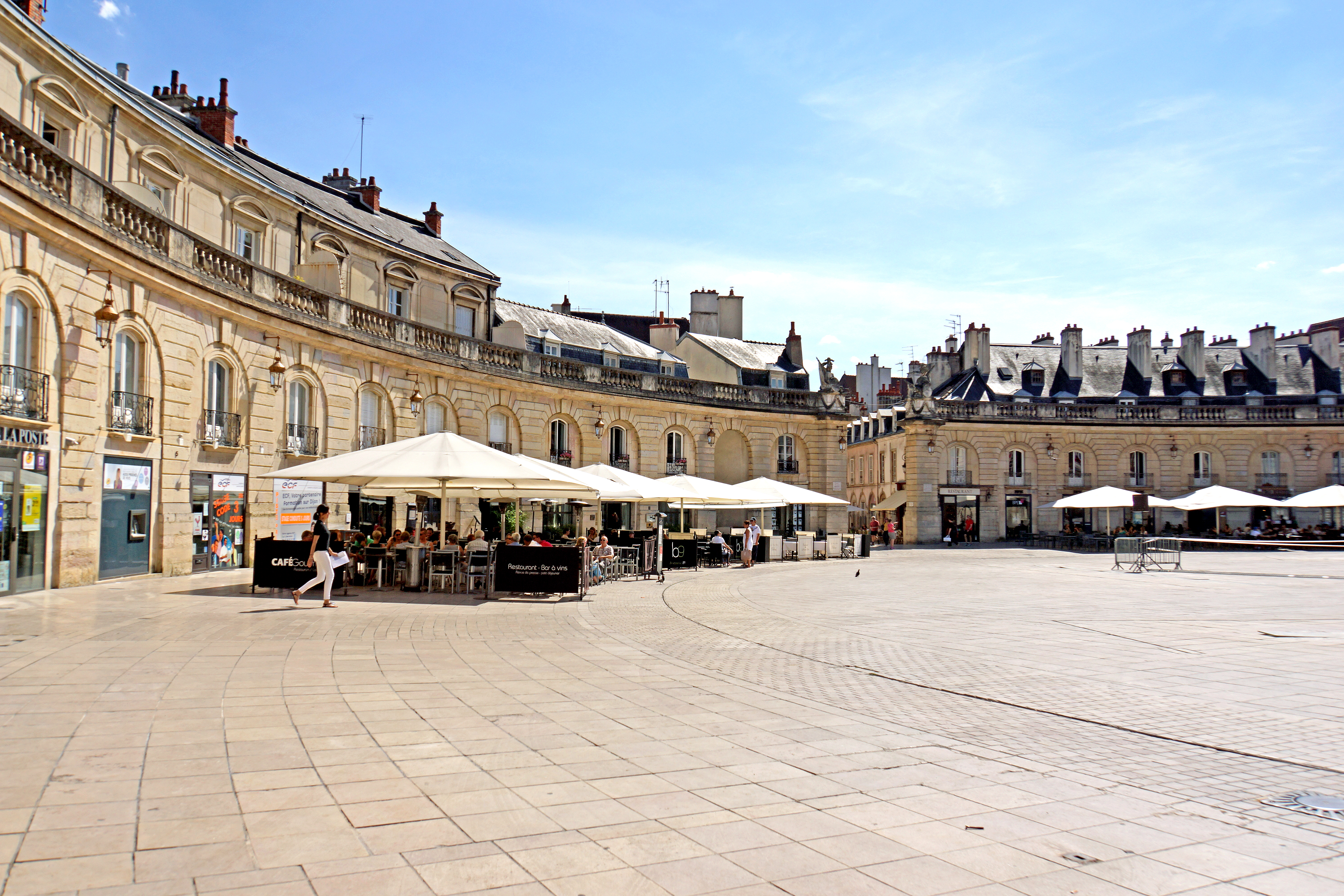
Place de la Libération vue depuis la rue Rameau
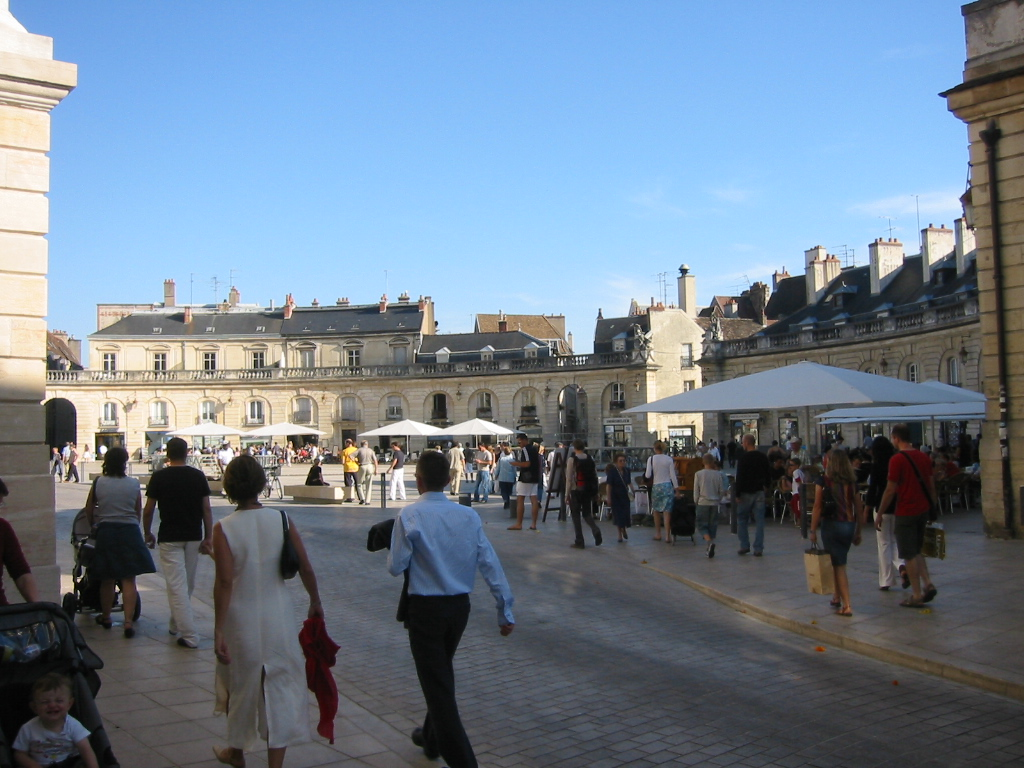
Place de la Libération vue depuis la rue de la Liberté.